# Grote kwikstaarttiran
De grote kwikstaarttiran (Stigmatura budytoides) is een zangvogel uit de familie Tyrannidae (tirannen).

## Verspreiding en leefgebied
Deze soort komt voor in het zuiden en in het oosten van Zuid-Amerika. Er zijn vier ondersoorten:
- S. b. budytoides: centraal Bolivia.
- S. b. inzonata: zuidoostelijk Bolivia, westelijk Paraguay en noordwestelijk Argentinië.
- S. b. flavocinerea: centraal Argentinië.
- S. b. gracilis: oostelijk Brazilië.

## Status
De grootte van de populatie is niet gekwantificeerd maar de soort wordt omschreven als vrij algemeen. Op de Rode lijst van de IUCN heeft deze soort de status niet bedreigd.